# Cratere Kalombo
Kalombo  è un cratere sulla superficie di Venere.